# Orchamoplatus mammaeferus
Orchamoplatus mammaeferus là một loài côn trùng cánh nửa trong họ Aleyrodidae, phân họ Aleyrodinae.
Orchamoplatus mammaeferus được Quaintance & Baker miêu tả khoa học đầu tiên năm 1917.